# Dionysos (gemeente)
Dionysos  (Grieks: Διόνυσος) is sedert 2011 een fusiegemeente (dimos) in de Griekse bestuurlijke regio (periferia) Attica.
De zeven deelgemeenten (dimotiki enotita) van deze gemeente zijn:
- Agios Stefanos (Άγιος Στέφανος)
- Anoixi (Άνοιξη)
- Dionysos (Διόνυσος)
- Drosia (Δροσιά)
- Kryoneri (Κρυονέρι)
- Rodopoli (Ροδόπολη)
- Stamata (Σταμάτα)